# Paulo Niemeyer Soares Filho
Paulo Niemeyer Soares Filho (Rio de Janeiro, 9 de abril de 1952) é um médico brasileiro, membro da Academia Brasileira de Letras.

## Formação e carreira
Filho de Paulo Niemeyer Soares e Maria Pia Rafaela Guilhermina Alice Torres Guimarães.
Graduado pela Faculdade de Medicina da Universidade Federal do Rio de Janeiro em 1975. Foi eleito membro da Academia Nacional de Medicina em 2001, sucedendo Werther Duque Estrada na Cadeira 33, que tem Antônio Felício dos Santos como patrono.
Em 18 de novembro de 2021 foi eleito membro da Academia Brasileira de Letras (ABL), ocupando a cadeira 12, sucedendo Alfredo Bosi.
É autor de um livro sobre a anatomia do cérebro.